# Exocentrus acutispina
Exocentrus acutispina là một loài bọ cánh cứng trong họ Cerambycidae.